# Apóstolos Tzitzikóstas
Apóstolos G. Tzitzikóstas (grec moderne : Απόστολος Τζιτζικώστας), né le 2 septembre 1978 à Nymféo, est un homme politique grec, membre de la Nouvelle Démocratie (ND).
De 2013 à 2024, il est gouverneur de la région de Macédoine-Centrale et président du Comité européen des régions de 2020 à 2022.
Il est désigné par le gouvernement Mitsotákis II pour être le membre grec de la Commission von der Leyen II chargé des Transports durables et du Tourisme. Sa nomination étant approuvée par le Parlement européen en novembre 2024, il prend ses fonctions le 1er décembre suivant.

## Biographie

### Éducation et carrière dans les affaires
D'origine aroumaine,,,, Tzitzikóstas est né en 1978 à Nymféo en Flórina (district régional), son père est le futur ministre de Macédoine et de Thrace Geórgios Tzitzikóstas (el), Apóstolos Tzitzikóstas étudie la politique internationale et la diplomatie à l'Université de Georgetown et travaille au bureau du président du Comité des affaires étrangères de la Chambre des représentants des États-Unis. Après avoir obtenu son diplôme en politique publique et en économie à l'University College de Londres, il retourne en Grèce et en 2001 il crée sa propre entreprise dans le domaine de la production, de la transformation et de la normalisation de produits laitiers, basés sur des normes biologiques, sous le nom de MACEDONIAN FARM SA. De 2003 à 2007, il est PDG. De 2005 à septembre 2007, il est président de la branche de Thessalonique du groupe de réflexion libéral Centre de recherche politique et de communication.

### Carrière politique
Lors des élections législatives de 2007, Tzitzikóstas se présente sur la liste de Nouvelle Démocratie dans la Première circonscription de Thessalonique et est élu député au Parlement grec. Lors des élections de début 2009, il perd son siège mais est nommé directeur adjoint de son parti pour les Grecs à l'étranger.
Lors des élections locales de 2010, Apóstolos Tzitzikóstas est élu vice-gouverneur régional de Macédoine centrale. À la suite de la condamnation pénale de Psomiadis, Tzitzikóstas lui succède lors des élections du 5 janvier 2013.
Plus tard en 2013, son invitation des représentants du parti Aube dorée au défilé annuel du 28 octobre à l'occasion du Jour du Non suscite des critiques à l'échelle nationale, notamment de la part de son propre parti, et sa comparaison ultérieure du parti fasciste avec le PASOK socialiste provoque encore plus de colère.
Lors des élections locales de 2014, Apóstolos Tzitzikóstas perd le soutien de Nouvelle Démocratie en raison de son refus d'être désigné candidat à la mairie de Thessalonique et de sa décision de se présenter au poste de gouverneur régional. Il est défié par le candidat du ND Yannis Ioannidis. Avec le soutien des partis de droite ANEL, EPAL et LAOS, il le bat au second tour, avec 71,03% des voix et est élu gouverneur régional pour cinq ans supplémentaires. Depuis le 26 janvier 2015, il est membre du Comité des régions de l'Union européenne.
Il est l’un des quatre candidats à l’élection à la direction de la Nouvelle Démocratie en 2015. Il atteint la troisième place derrière Evángelos Meïmarákis (première place) et Kyriákos Mitsotákis (deuxième place).
En 2025, il soutient la proposition de la Commission européenne de rendre les contrôles techniques annuels obligatoires pour les voitures et camionnettes de plus de 10 ans. » Selon le commissaire aux Transports, l’objectif serait d’améliorer la sécurité routière et de « réduire de 50% le nombre de tués et de blessés graves sur les routes d’ici à 2030 ».